# گمینا چرسک
گمینا چرسک (به لهستانی:  Gmina Czersk) یک گمینا در لهستان است که در شهرستان خوینیتسه واقع شده‌است. گمینا چرسک ۳۷۹٫۸۵ کیلومتر مربع مساحت و ۲۰٬۵۴۸ نفر جمعیت دارد.